# 新灘津駅
新灘津駅（シンタンジンえき）は、大韓民国大田広域市大徳区にある、韓国鉄道公社（KORAIL）京釜本線の駅。

## 駅構造
島式ホーム2面4線の地上駅で橋上駅舎を有する。

### のりば
| 1・2 | 京釜線 | 天安・ソウル・中央線堤川・嶺東線江陵方面 |
| 3・4 | 京釜線 | 大田・金泉・東大邱・釜山方面             |
| 3・4 | 湖南線 | 西大田・光州・木浦・全羅線麗水方面       |

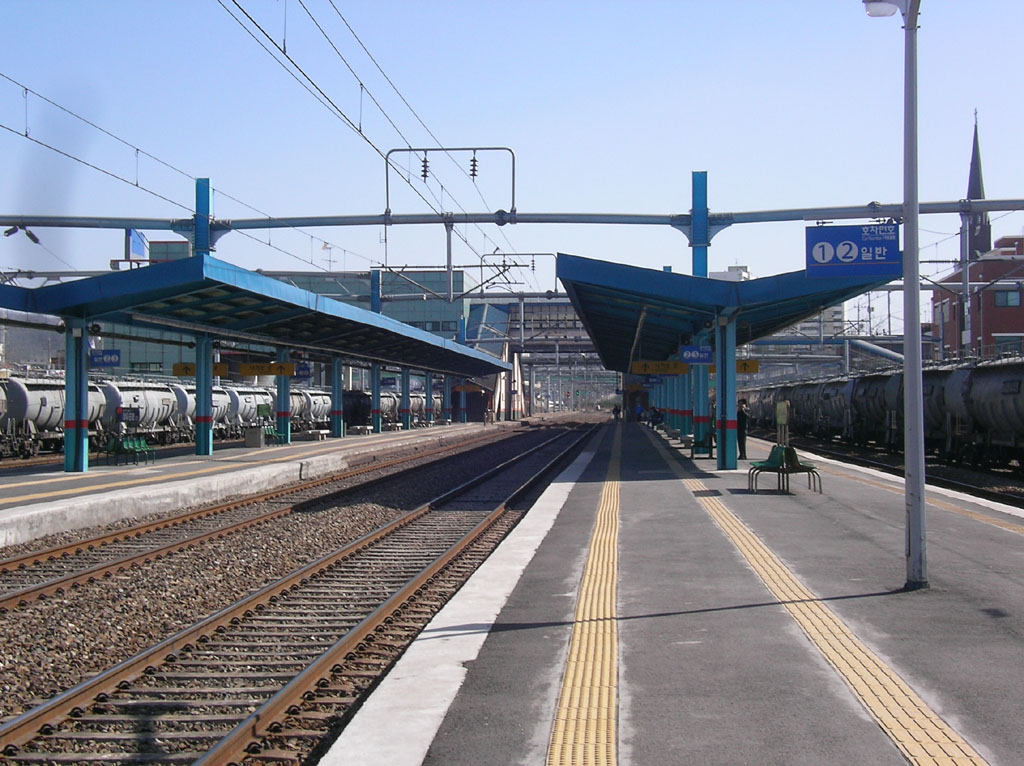
ホーム（2006年撮影）
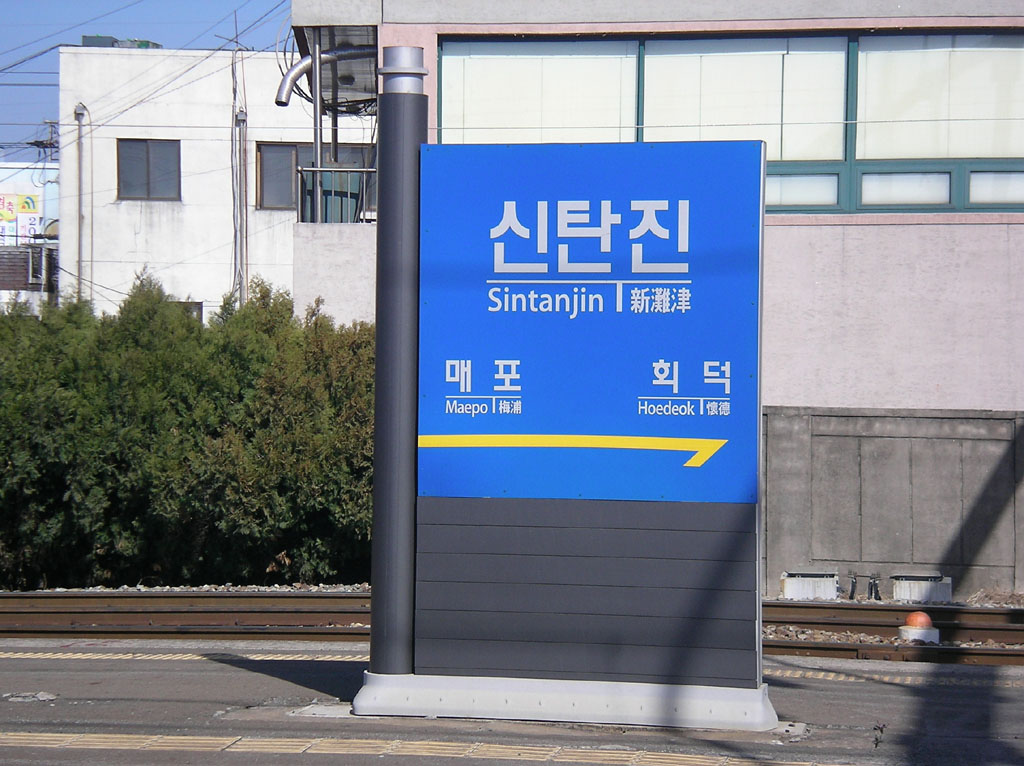
駅名標（2006年撮影）

## 利用状況
2010年度の1日平均乗車人員は1,731人、1日平均乗降人員は3,354人である。

## 駅周辺
- 大田鉄道車両管理段
- KT&G大田工場
- 新灘津高等学校
- 新灘津中学校
- 新灘津初等学校
- 大田里門高等学校
- 新灘中央中学校
- 大清中学校
- 大田新灘初等学校
- 石峰洞住民センター
- 大田報勲病院
- 京釜高速道路 新灘津IC

### バス路線
太田市内バス
急行2番・71番¹・72番・75番・703番・704番・705番・712番 
- ¹午前10時~午後3時には利用できない。

清州市内バス・清原郡公営バス・燕岐郡農漁村バス
312番・312-1・405番・407番(清州国際空港方面)・41番・42番・43番・鳥致院-内板里-芙江-新灘津間（世宗交通）

## 歴史
- 1905年1月1日 - 開業。
- 1999年12月23日 - 現在の駅舎を竣工。

## 隣の駅
韓国鉄道公社
京釜本線
ムグンファ号
芙江駅 - 新灘津駅 - 大田駅/西大田駅（湖南線）
ムグンファ号（忠北線直通列車のみ）
鳥致院駅 - 新灘津駅 - 大田駅
ヌリロ号
鳥致院駅 - 新灘津駅 - 西大田駅(湖南線)